# Société estonienne des naturalistes
La société estonienne des naturalistes (EESTI LUS), fondée le 10 octobre 1853, est la plus ancienne société scientifique des états baltes encore en activité.
Durant ses 15 premières années d'existence, l'organisme a été associée à la société livonienne d'utilité publique et d'économie, puis, à partir de 1878, à l'université de Tartu. Le premier présidents de la société a été Karl Eduard von Liphart.
Depuis 1946 elle fait partie de l'académie estonienne des sciences avec laquelle elle a signé un accord d'association le 23 janvier 1998.

## Activités
La société estonienne des naturalistes a pour objectif principal de fédérer scientifiques professionnels et amateurs afin de contribuer à l'étude de la nature estonienne, de promouvoir la préservation et l'éducation environnementales en Estonie et de vulgariser les résultats de la recherche scientifique. Le réseau d'administrateurs de la société, présent dans toute l'Estonie, permet de réaliser des observations et d'exploiter les données collectées dans la recherche scientifique. Ses principaux axes de travail sont l'organisation d'études scientifiques, de conférences, de séminaires et débats, de visites et d'observations de la nature ainsi que la réalisation de projets d'étude de la nature et d'éducation à l'environnement. La société publie des ouvrages scientifiques et de vulgarisation scientifique, ainsi que des périodiques dont l'un des objectifs est de développer la terminologie estonienne.
La majorité des activités de la société se déroulent au sein de sections et de comités. La première section  à être créée en 1905, est la commission des lacs, principal centre d'étude des eaux intérieures en Estonie. La même année, le comité de la bibliothèque a également été créé afin de faciliter la mise en ordre de la bibliothèque de la société. La section de protection de la nature a été créée en 1920, la section d'ornithologie en 1921, la section de botanique en 1928, la section de Tallinn en 1930, la section de géologie en 1931, la section d'entomologie en 1937, la section d'anthropologie en 1939 et la section de physique et de chimie en 1940. En 2010 la société comptait 23 sous-sections.

## Présidents
- Karl Eduard von Liphart (1853–1862)
- Guido Samson von Himmelstiern (en) (1862–1868)
- Carl Johann von Seidlitz (et) (1868–1869)
- Karl Ernst von Baer (1869–1876)
- Friedrich von Bidder (en) (1877–1890)
- Johann Georg Dragendorff (en) (1890–1893)
- Carl Schmidt (en) (1894)
- Edmund August Friedrich Russow (en) (1895–1897)
- Julius von Kennel (en) (1898–1899)
- Karl Gottfried Constantin Dehio (en) (1899–1901)
- Grigori Levitski (1901–1905)
- Nikolaï Kouznetsov (1905–1911)
- Jevgeni Shepilevski (et) (1911–1918)
- Boris Sreznevsky (et) (1918)
- Georg von Landesen (et) (1918–1923)
- Johannes Piiper (et) (1923–1929)
- Paul Kogerman (en) (1929–1936)
- Hugo Kaho (en) (1936–1939)
- Teodor Lippmaa (1939–1942)
- Armin Öpik (1944)
- Karl Orviku (en) (1946–1952)
- Harald Haberman (en) (1952–1954)
- Eerik Kumari (en) (1954–1964)
- Hans-Voldemar Trass (en) (1964–1973 et 1985–1991)
- Erast Parmasto (en) (1973–1976)
- Kuulo Kalamees (en) (1976–1985)
- Kalevi Kull (en) (1991–1994)
- Tõnu Möls (en) (1994–2004)
- Marek Sammul (et) (2004–2008)
- Tõnu Viik (et) (2008–2014)
- Oive Tinn (et) (2014–2017)
- Urmas Kõljalg (en) (2017–)